# Liliane Rovère
Liliane Rovère (anhörenⓘ; * 30. Januar 1933 in Paris als Liliane Cyprienne Cukier) ist eine französische Filmschauspielerin.

## Leben
Liliane Cukier stammte aus einer jüdischen Familie und wurde im vierten Arrondissement von Paris geboren. Während der deutschen Besetzung flüchtete die Familie nach Südfrankreich, wo sie sich erfolgreich vor den Nazis verstecken konnten. Nach dem Ende des Zweiten Weltkriegs entdeckte Cukier den Jazz und das Nachtleben von Paris. 1954 schickte ihre Mutter sie als Disziplinierungsmaßnahme zu Verwandten nach New York. Dort traf sie im Birdland Jazzclub auf den jungen Chet Baker. Cukier begleitete Baker zwei Jahre lang auf US-Tour, zum Missfallen von Bakers Ehefrau Charlaine Souder. Auf der Tour entstand das berühmte Foto von William Claxton, das Cukier und Baker zusammen zeigt. Zurück in Paris trat sie als Showgirl auf und ging auf die Schauspielschule. Sie spielte Theater, bevorzugt in experimentellen Produktionen. Ihre erste Filmrolle hatte sie 1964 in dem Fernsehfilm Christine oder Regen über dem Meer (Christine ou La Pluie sur la mer). Ab 1970 spielte sie Nebenrollen in zahlreichen französischen Film- und Fernseh-Produktionen. Sie arbeitete dabei häufiger mit dem Regisseur Bertrand Blier. Insgesamt wirkte sie an über 130 Produktionen mit.
Mit dem Kontrabassisten Gilbert Rovère führte sie eine 20-jährige Ehe, die von der Sucht und Eifersucht des Musikers überschattet wurde. Das Paar adoptierte 1971 ein Mädchen, Tina.

## Filmografie (Auswahl)
- 1964: Christine oder Regen über dem Meer (Christine ou La Pluie sur la mer)
- 1976: Calmos
- 1977: Marschier oder stirb (March or Die)
- 1978: Frau zu verschenken (Préparez vos mouchoirs)
- 1979: Den Mörder trifft man am Buffet (Buffet froid)
- 1982: Enigma
- 1986: Um Mitternacht (Round Midnight)
- 1989: Die Französische Revolution (La Révolution française)
- 1995: Kommissar Navarro (Navarro, Fernsehserie, 1 Folge)
- 1997: Artemisia
- 1999: Schöne Venus (Vénus Beauté (Institut))
- 2000: Harry meint es gut mit dir (Harry, un ami qui vous veut du bien)
- 2002: Das Idol (L’Idole)
- 2002, 2004: La Crim’ (Fernsehserie, 2 Folgen)
- 2007: Der fliegende Händler (Le fils de l’épicier)
- 2008: Ohne Schuld (Pour elle)
- 2009: Leon und die magischen Worte (Kerity, la maison des contes, Zeichentrickfilm, Stimme)
- 2015–2020: Call My Agent! (Fernsehserie, 24 Folgen)
- 2017: Candice Renoir (Fernsehserie, 1 Folge)
- 2019: Un café sans musique c’est rare à Paris
- 2019: Ein Papa für alle (Damien veut changer le monde)
- 2019–2020: Joint Venture (Fernsehserie, 10 Folgen)
- 2020: Eine Frau mit berauschenden Talenten (La daronne)
- 2021: 8 Rue de l’Humanité
- 2024: Juliette im Frühling (Juliette au printemps)
- 2024: Emily in Paris
- 2025: La cache